# 장편 소설
장편소설(長篇小說, novel)은 소설 중 분량이 특히 많으며, 구조적으로 장대한 것을 가리킨다. 인쇄 기술의 발달과 함께 크게 발전했으며, 일반적으로 책으로 출판된다.
겐지모노가타리는 11세기 초의 일본 소설로 장편소설의 효시로 묘사되는 경우가 있다. 중국에서 인쇄된 책의 확산은 명나라(1368-1644)에 의해 중국 고전 소설의 출현으로 이어졌다. 돈키호테의 작가인 미겔 데 세르반테스는 근대의 중요한 유럽 소설가로 인용된다.
최근의 기술 발전으로 인해 오디오북, 웹소설, 전자책 등 많은 소설이 비인쇄 매체에서도 출판되고 있다. 또 다른 비전통적인 픽션 형식은 일부 그래픽 소설에서 찾아볼 수 있다. 소설 작품들의 만화책 버전은 19세기에 그 기원을 두고 있지만, 그것들은 최근에야 인기를 얻었다.

## 같이 보기
- 아동 문학
- 그래픽 노블
- 라이트 노벨
- 해양 모험물
- 전쟁 소설